# Питер, Сара
Сарра Анна Питер (англ. Sarah Peter, полное имя Sarah Anne Worthington King Peter; 1800—1877) — американский филантроп и покровитель искусств.

## Биография
Родилась 10 мая 1800 года в городе Чилликоте, штат Огайо, в семье Томаса Уортингтона, который был губернатором штата Огайо с 1814 по 1818 год, а также работал в Сенате Соединённых Штатов.
Сара училась в частных школах во Франкфорте, штат Кентукки, и в г. Вашингтоне.
15 мая 1816 года она вышла замуж за Эдварда Кинга (Edward King), сына американского политика Руфуса Кинга. В 1831 году они переехали из Чилликоте в Цинциннати, где Эдвард умер 6 февраля 1836 года. После смерти мужа Сара переехала в Кембридж, штат Массачусетс, чтобы быть рядом с двумя своими детьми, посещающими Гарвардский университет.
В октябре 1844 года Сара Питер замуж за Уильяма Питера (William Peter), британского консула в Филадельфии. Проживая в Филадельфии она основала 2 декабря 1850 года Филадельфийскую школу дизайна для женщин (ныне — Колледж искусств и дизайна Мура).
Её второй муж умер 6 февраля 1853 года. Вернувшись в Цинциннати, Сара провела большую часть оставшихся лет в качестве мецената, занимаясь благотворительностью, основала Женскую академию изящных искусств (Ladies' Academy of Fine Arts).
Сара Питер стала католичкой, обратившись в эту веру в Риме в марте 1855 года, получив благословление от кардинала Мермийо. Она основала в Цинциннати организации: Сёстры Пресвятой Девы Марии Милосердия Доброго Пастыря, Сёстры милосердия, Little Sisters of the Poor; также многие другие учреждения города во многом были обязаны её щедрости. В 1862 году Сара Питер вызвалась работать медсестрой и последовала с другими медицинскими сёстрами за армией генерала Улисса после сражения при Шайло.
Умерла 6 февраля 1877 года в Цинциннати. Была похоронена в мавзолее на городском кладбище Saint Joseph New Cemetery.